# Alnarps Favorit
Alnarps Favorit es el nombre de la variedad cultivar de manzano (Malus domestica).
Criado en 1945 en la Estación de Investigación Hortícola, Alnarp, Suecia. Seleccionado en 1967. Las frutas tienen una carne dulce y suave.

## Sinónimos
- "Alnarp's Favorit",
- "Alnarps Favourite".
- "Alnarp's Favourite",
- "Favorit",
- "Favorite",
- "Favourite".[5]

## Historia
'Alnarps Favorit' es una variedad de manzana, obtención en 1945 de la Estación de Investigación Hortícola, Alnarp, Suecia. Resultado del cruce de McIntosh x con el polen de Alfa 68. Fue introducida al cultivo en 1967.
'Alnarps Favorit' se cultiva en la National Fruit Collection con el número de accesión: 1968-056 y nombre de accesión: Alnarps Favorit.

## Características
'Alnarps Favorit' tiene un tiempo de floración que comienza a partir del 5 de mayo con el 10% de floración, para el 9 de mayo tiene una floración completa (80%), y para el 17 de mayo tiene un 90% de caída de pétalos.
'Alnarps Favorit' tiene una talla de fruto grande; desde forma cónica intermedia a oblongo; epidermis con color de fondo amarillo verdoso, con sobre color de rubor rojo oscuro que cubre la zona expuesta al sol a la mitad de las dos terceras partes de la manzana, con una cantidad de color superior bajo, con sobre patrón de color rayado tenues en la cara sombreada, "russeting" (pardeamiento áspero superficial que presentan algunas variedades) de bajo a medio; lenticelas de color claro son prominentes en el lado expuesto al sol, pero casi invisibles en el lado sombreado; ojo es grande y abierto, ubicado en una cuenca moderadamente profunda rodeada por una corona desigualmente irregular; pedúnculo corto, algo delgado y nudoso al final, colocado en una cavidad moderadamente profunda, en forma de embudo y oxidada; pulpa es suave y jugosa, sabor dulce con un perfil de sabor similar a McIntosh.
Su tiempo de recogida de cosecha se inicia a mediados de octubre. Se usa como manzana de mesa, y para la cocina.

## Ploidismo
Triploide. No proporciona polen válido para sí mismo ni para otras variedades de manzana, para los cultivos necesitan un polinizador compatible del grupo de polinización, D. Día de polinización, 13.